# Live Amsterdam 2006
Live Amsterdam 2006 auch Live Amsterdam 2006, First Visit ist ein Musikalbum von Ran Blake und Dave Knife Fabris. Die am 21. April 2006 live im Bimhuis Amsterdam entstandenen Aufnahmen erschienen 2024 auf ezz-thetics in der Reihe First Visit.

## Hintergrund
Im April 2006 wurde der Pianist Ran Blake bei einem Konzert mit dem Gitarristen Dave Fabris im Amsterdamer Bimhaus aufgenommen. Ihre Zusammenarbeit begann zunächst als Mentor/Mentee, wurde aber nach über drei Jahrzehnten Zusammenarbeit zu einer musikalischen Partnerschaft. Gemeinsam sind sie auf mehreren von Blakes Veröffentlichungen zu hören, auf den HatHut-Alben Something to Live For (1999) und Horace Is Blue: A Silver Noir (2000), sowie auf Vilnius Noir (NoBusiness, 2011), Indian Winter (Soul Note, 2005) und Ghost Tones (A-Side, 2015). Die 2006 entstandene Aufführung besteht aus zwei Teilen; zuerst trat Blake solo auf und spielte im zweiten Teil mit Dave Fabris, dem Blake in seinem ersten Jahr am New England Conservatory of Music den Spitznamen „Knife“ gegeben hatte.

## Titelliste
- Ran Blake / Dave Knife Fabris: Live Amsterdam 2006, First Visit (ezz-thetics 107)[2]

1. Vladoazo (Mikis Theodorakis) 3:56
2. This Will All Seem Funny (Steve Mardon) 0:55
3. Collaboration (Pete Rugolo) 2:31
4. Drop Me Off in Harlem / Night and Day (Duke Ellington / Cole Porter) 5:45
5. Merci Bon Dieu (Frantz Casseus) 2:31
6. Hornin' In (Thelonious Monk) 1:12
7. All That Is Tied (Jonah Kraut) 4:18
8. Throw It Away (Abbey Lincoln) 2:11
9. Paris (Ran Blake) 2:44
10. Bye Bye Blackbird (Mort Dixon, Roy Henderson) 2:13
11. Machito / Jammin' (Pete Rugolo, Stevie Wonder) 4:32
12. Vilna (A. L. Wolfson, Alexander Olshanetsky) 2:27
13. North by Northwest (Bernard Herrmann) 3:40
14. Nightcrawler (David „Knife“ Fabris) 2:15
15. Soulville (Horace Silver) 4:05
16. Sadness / Space Church (Ornette Coleman) 5:31
17. Spiral Staircase (Roy Webb) 1:33
18. Symphony No. 9 Second Movement (Dmitri Shostakovich) 4:23

## Rezeption
Nach Ansicht von Mark Corroto, der das Album in All About Jazz rezensierte, erlebe man bei jeder Aufführung Ran Blakes, sogar bis zurück zu seinem 1965 erschienenen Plays Solo Piano (ESP-Disk), einen Künstler, der in Jazz, klassischer und populärer Musik verwurzelt sei. Alle Formen würden zu einem [einzigen] Ausdruck verschmelzen, und die Aufführung im Bimhaus sei da keine Ausnahme. Er lasse sich unter anderem von Mikis Theodorakis, Thelonious Monk, Horace Silver und Dmitri Schostakowitsch inspirieren, und das alles, ohne aus seiner Rolle auszubrechen. Die Rolle sei Blake selbst. Der Gitarrist habe wie Blake, ein Faible für Filmmusik. So würden sie sich Roy Webbs „Spiral Staircase“ vornehmen, den Titelsong des gleichnamigen Psychothrillers von 1946, und Bernard Herrmanns „North by Northwest“ aus Alfred Hitchcocks Filmklassiker Der unsichtbare Dritte. Von „The Edge of Your Seat“ bis zu Ornette Colemans „Sadness/Space Church“ decke das Duo die ganze Bandbreite des musikalischen Ausdrucks ab.